# Lista de episódios da série de televisão Fama (1982)
Fame é uma série de televisão dos Estados Unidos. Ela estreou na National Broadcasting Company em 7 de janeiro de 1982. A série é baseada no filme homônimo de 1980. Em 1983, a série entrou em sindicação, assim permanecendo até sua conclusão em 1987. Seis temporadas e 136 episódios foram transmitidos.
A série está disponível em DVD. A primeira temporada foi liberada pela Sony Pictures Home Entertainment em 1 de novembro de 2005 e está atualmente fora de catálogo. A 20th Century Studios Home Entertainment adquiriu os direitos de difusão da série sob licença da MGM, e liberou a primeira e a segunda temporadas numa caixa em 15 de setembro de 2009. Ambas as temporadas foram disponibilizadas individualmente em 12 de janeiro de 2010 pela 20th Century Fox. Não há planos de liberar as demais temporadas.

## Visão geral da série
| Temporada | Temporada | Episódios | Episódios | Originalmente exibido  | Originalmente exibido | Originalmente exibido |
| Temporada | Temporada | Episódios | Episódios | Estreia da temporada   | Final da temporada    | Emissora              |
| --------- | --------- | --------- | --------- | ---------------------- | --------------------- | --------------------- |
|           | 1         | 16        | 16        | 7 de janeiro de 1982   | 6 de maio de 1982     | NBC                   |
|           | 2         | 23        | 23        | 30 de setembro de 1982 | 7 de abril de 1983    | NBC                   |
|           | 3         | 24        | 24        | 15 de outubro de 1983  | 27 de maio de 1984    | sindicação            |
|           | 4         | 25        | 25        | 29 de setembro de 1984 | 25 de maio de 1985    | sindicação            |
|           | 5         | 24        | 24        | 12 de outubro de 1985  | 24 de maio de 1986    | sindicação            |
|           | 6         | 24        | 24        | 6 de outubro de 1986   | 18 de maio de 1987    | sindicação            |

## Episódios

### Primeira temporada (1982)
- Episódio 1: "Metamorfose". Dirigido por Bob Kelljan. Escrito por Cristopher Gore. Transmitido originalmente em 7 de janeiro de 1982. As audições apresentam os principais personagens da Escola de Artes: a excêntrica Julie Miller, o divertido Garcy, a arrogante diva Coco Hernandez, o desajustado Montgomery McNeil, a ingênua tagarela Doris Schwartz, o recluso Bruno Martelli e o esperto Leroy Johnson. Os professores são a professora de dança Lydia Grant, a professora de inglês Elizabeth Sherwood e o professor de música Benjamin Shorofsky.
- Episódio 2: "Passando de ano". Dirigido por Nicholas Sgarro. Escrito por Lee H. Grant e William Blinn. Transmitido originalmente em 14 de janeiro de 1982. O antigo namorado de Lydia, Robert, lhe oferece uma participação em uma apresentação, e ajuda Coco a concorrer pelo papel de "atriz étnica". Danny descobre que Johnny Carson vai jantar no seu restaurante favorito, e arranja um emprego lá.
- Episódio 3: "O adeus do amanhã". Dirigido por Thomas Carter. Escrito por William Blinn. Transmitido originalmente em 21 de janeiro de 1982. A administração da escola decide entrevistar os estudantes para descobrir as suas necessidades. O inspetor Melendez acha que é necessário um ginásio, o que leva a uma disputa entre jogadores de futebol estadunidense e dançarinos. Wilard, o irmão de Leroy, recém-saído da prisão, aparece portando uma arma. Leroy tenta se desfazer desta, e acaba preso.
- Episódio 4: "Sozinho na multidão". Dirigido por Robert Scheerer. Escrito por Glenn Gordon Caron. Transmitido originalmente em 28 de janeiro de 1982. A sétima festa beneficente anual da escola tem Montgomery liderando as audições e a apresentação. Coco tenta, sem sucesso, convencer o tímido Bruno a se apresentar. O professor Shorofsky muda o teste de proficiência de Bruno e o obriga a se apresentar perante a classe, como forma de fazê-lo confrontar seu medo. Um apagão durante a festa faz com que Danny e Doris fiquem presos dentro do elevador, e eles passam a se conhecer melhor.
- Episódio 5: "Voar e nunca vacilar". Dirigido por Harry Harris. Escrito por William Blinn. Transmitido originalmente em 4 de fevereiro de 1983. Uma audição de Kathleen faz com que a senhorita Grant peça uma peça original para Bruno, mas Bruno e Kathleen não conseguem chegar a um acordo quanto ao conceito da peça. Kathleen cai e sua audição é adiada. Seu diagnóstico de esclerose múltipla faz com que a companhia de seguros decida retirá-la da escola. Doris fala a Bruno sobre a iminente saída de Kathleen da escola, e Bruno e Kathleen se envolvem romanticamente.
- Episódio 6: "A liquidação". Dirigido por Thomas Carter. Escrito por Gary Kott. Transmitido originalmente em 11 de fevereiro de 1982. A postura autoritária de Coco ao dirigir a coreografia deixa os alunos irritados. O professor Shorofsky escolhe Julie para tocar no projeto de Coco, que passa a perturbar Julie durante os ensaios. Bruno promete uma canção original para o aniversário de seu primo, mas está muito ocupado. O senhor Martelli causa um pequeno incêndio no sintetizador de Bruno, e compra um novo, mas terá de trabalhar dobrado para pagá-lo. Bruno, secretamente, consegue um emprego de meio período numa banda de polca, e termina a canção.
- Episódio 7: "A greve". Dirigido por Thomas Carter. Escrito por Danny Jacobson e Barry Vigon. Transmitido originalmente em 18 de fevereiro de 1982. Montgomery está organizando a montagem da escola de Otelo, o Mouro de Veneza, porém uma greve iminente coloca em risco a realização da peça. Coco, acreditando que é uma atriz melhor, fica chateada ao saber que Julie conseguiu o papel de Desdêmona. O senhor Shorofsky supervisiona a parte musical, mas ele e Bruno têm divergências. O senhor Shorofksy e a senhorita Grant se opõe à greve, porém todos os professores participam dos piquetes. Montgomery une os estudantes. Coco se oferece para ajudar na coreografia. Leroy teme a literatura shakespeariana e abre mão do papel principal. Bruno se esforça na parte musical. Os ensaios preliminares são desastrosos e a ausência de Leroy é um problema. Leroy tem um acompanhamento personalizado da senhorita Sherwood. O senhor Shorofsky aprova a composição de Bruno e a produção é um sucesso.
- Episódio 8: "Garoto de rua". Dirigido por Robert Scheerer. Escrito por Marc Rubin e William Blinn. Transmitido originalmente em 25 de fevereiro de 1982. Quando a tarefa do senhor Crandall requer uma cena em que os alunos interpretem uma personalidade totalmente diferente de suas personalidades reais, Doris finge ser uma prostituta adolescente, para pesquisar seu papel. Ela descobre uma real prostituta de dezesseis anos, Tracy, e convence sua mãe a acolher Tracy depois que elas são presas. Doris convence a direção a permitir uma audição de Tracy, que termina mal. Doris convence Tracy a procurar seus pais. Doris interpreta seu papel. O senhor Shorofsky compra um carro clássico e pede, à senhorita Sherwood, que o ensine a dirigir.
- Episódio 9: "Mas, sério, pessoal". Dirigido por Alan J. Levi. Escrito por Parke Perine. Transmitido originalmente em 4 de março de 1982. O rendimento de Danny diminui, e a direção descobre que ele tem trabalhado durante as manhãs como produtor de um clube de comédia noturno. A estrela do clube dá pílulas de cafeína a Danny, e este recorre às pílulas antes de cada atuação sua. Porém a atitude de Danny viola a norma da escola que proíbe atuações profissionais. Doris consegue uma vaga num comercial do Hank Burgers, mas detesta tanto o diretor quanto os hambúrgueres.
- Episódio 10: "Vem um, vêm todos". Dirigido por Robert Scheerer. Escrito por Hindi Brooks. Transmitido originalmente em 11 de março de 1982. A mãe de Danny, que é uma famosa estrela de cinema, dirige o espetáculo de variedades da escola, mas quer usá-lo para seus próprios propósitos pessoais.
- Episódio 11: "Os loucos". Dirigido por Mel Swope. Escrito por William Blinn. Transmitido originalmente em 18 de março de 1982. Doris e Montgomery concordam em dizer a verdade durante um dia inteiro. A opinião de Doris de que Michelle tem quadris grandes deixa esta insegura. Doris revela que a senhorita Grant acha que a senhorita Sherwood não conseguiria dançar uma dança africana. Como resultado, as duas professoras decidem trocar de papel. Montgomery revela, ao senhor Shorofsky, que a classe não praticou sua tarefa. Todos colocam seus interesses mesquinhos de lado quando o senhor Shorofsky é a atacado por um intruso na escola e a apresentação é modificada para não desonrá-lo.
- Episódio 12: "Exposto". Dirigido por Harry Harris. Escrito por Bruce Shelly. Transmitido originalmente em 25 de março de 1982. A mãe de Julie é apreensiva quanto à procura de empregos, o que faz com que ela substitua Julie por um manequim quando ela falha em comparecer a um exame. O aluno da senhorita Sherwood, Jeff Harris, tem uma agenda secreta e se envolve romanticamente com Julie, dizendo que está escrevendo um artigo sobre a mudança desta de Grand Rapids para Nova Iorque. A mãe de Julie fica sabendo que esta foi contratada como empregada de apostas, e Julie descobre que Jeff planeja escandalizar Julie e a escola. Como resultado, as duas pensam em voltar para Grand Rapids.
- Episódio 13: "Uma ponte musical". Dirigido por Robert Scheerer. Escrito por Bruce Shelly. Transmitido originalmente em 1 de abril de 1982. A senhorita Sherwood ouve Leroy pedindo a Danny que lhe deixe copiar seu trabalho, e ela pede, a Leroy, que seus pais venham à escola. Finalmente, ela vai à casa de Leroy para confrontar seus pais, mas perdoa Leroy quando descobre que ele mora sozinho numa casa minúscula. Bruno compõe uma canção parodiando o senhor Shorofsky. Secretamente, Montgomery grava a canção e a dá a um grupo local de new wave.
- Episódio 14: "Um grande final". Dirigido por Robert Douglas. Escrito por William Blinn. Transmitido originalmente em 15 de abril de 1982. Depois de sua corrida matinal, a senhorita Sherwood descobre um cachorro na escola com o zelador Tim. Quando ela pergunta sobre o cachorro, ele diz que não o viu. Logo descobrimos que ele conhece o cachorro. A alergia de Doris a cachorros confirma a existência do mesmo. A senhorita Sherwood confronta Tim, mas ele fica irritado ao ser chamado de mentiroso. Curiosa, Doris convence Bruno e Danny a procurar o cachorro. Eles descobrem que o antigo dançarino da Broadway, Birdie Whelan, tem vivido no quarto do zelador desde que sua renda diminuiu. Ele é o dono do cachorro, e antigo rival de dança de Tim. Os garotos decidem manter o segredo, para salvar o emprego de Tim e a residência de Birdie, mas isso acaba não acontecendo. Eles pensam numa maneira de ajudar financeiramente os dois.
- Episódio 15: "Reuniões". Dirigido por John Patterson. Escrito por Steve Kline. Transmitido originalmente em 29 de abril de 1982. A antiga namorada do senhor Shorofsky, uma sobrevivente do holocausto, decide visitá-lo. Leroy quer que sua mãe esteja presente no dia dos pais, mas nenhum deles tem dinheiro para pagar sua passagem desde Detroit. Os colegas decidem fazer uma surpresa a Leroy.
- Episódio 16: "Um lugar especial". Dirigido por Robert Scheerer. Escrito por Parke Perine. Transmitido originalmente em 6 de maio de 1982. Quando Bruno descobre que um famoso compositor roubou sua música, ele decide procurá-lo e confrontá-lo. Cortes no orçamento determinam a demissão ou da senhorita Sherwood ou do senhor Crandall. Este último é demitido, mas os demais professores procuram os funcionários da prefeitura e oferecem diminuir seus próprios salários para poder manter o senhor Crandall. Os alunos se reúnem ao redor do senhor Crandall durante sua festa de despedida e cantam "Criador de estrelas". O emprego do senhor Crandall é salvo por um ano em troca de a escola não providenciar uma nova iluminação para o auditório. Para comemorar, os alunos tocam e dançam "Almoço quente" (música que havia feito parte do filme de 1980). Coco não aparece neste episódio.

### Segunda temporada (1982-1983)
- Episódio 1: "E o vencedor é...". Dirigido por Marc Daniels. Escrito por Max Tash. Transmitido originalmente em 30 de setembro de 1982. O roteiro de Bruno é escolhido para ser produzido pela escola, porém Bruno encontra dificuldades em escolher o elenco.
- Episódio 2: "Sua própria canção". Dirigido por Stan Lathan. Escrito por Leah Markus. Transmitido originalmente em 7 de outubro de 1982. Coco tem dificuldade em se relacionar com Troy Phillips, um aluno novo deficiente.
- Episódio 3: "Sentimentos". Dirigido por Robert Scheerer. Escrito por Christopher Beaumont. Transmitido originalmente em 14 de outubro de 1982. Julie acha que seu pai está tentando se reconciliar com sua mãe, mas descobre que ele planeja se casar com uma outra mulher. Depois de perder seu papel de protagonista no espetáculo da escola devido a seus recorrentes atrasos, Leroy pensa na possibilidade de abandonar a escola para se juntar a uma companhia de dança.
- Episódio 4: "Ato de classe". Dirigido por Robert Scheerer. Escrito por William Blinn. Transmitido originalmente em 21 de outubro de 1982. Um famoso dançarino que está na cidade preparando um espetáculo faz amizade com Lydia, e é convidado a dar uma palestra na escola. Lydia começa um relacionamento com ele, mas descobre os pontos negativos de seu estilo de vida pródigo.
- Episódio 5: "Professores. Dirigido por Robert Scheerer. Escrito por Ken Cauthern. Transmitido originalmente em 28 de outubro de 1982. Bruno tem de escolher entre o desejo do senhor Shorofsky e o de seu pai quando ele recebe a oferta de uma audição concorrendo a uma bolsa de estudos para a Escola Juilliard. Lydia discute com o patrão em seu novo segundo emprego como professora de aeróbica.
- Episódio 6: "Começos". Dirigido por Robert Scheerer. Escrito por Ralph Farquhar e Kevin Rodney Sullivan. Transmitido originalmente em 4 de novembro de 1982. A namorada de Leroy, Stephanie, e o resto da classe acham que a professora de balé é racista. A senhorita Grant confirma essa suspeita quando confronta a professora. Bruno é escolhido para mostrar a escola ao novo aluno, um garoto prodígio.
- Episódio 7: "Canção solo". Dirigido por Mel Swope. Escrito por Linda Elstad. Transmitido originalmente em 11 de novembro de 1982. Jim Hamilton, um professor cego substituto, interfere na preparação de Lydia para um espetáculo da escola que será assistido pela administração da escola.
- Episódio 8: "Vencedores". Dirigido por Robert Scheerer. Escrito por Steven Hensley e J. Miyoko Hensley. Transmitido originalmente em 18 de novembro de 1982. Coco faz um teste para um papel importante num filme. Doris, influenciada pelos inúmeros sucessos de Coco, inicia uma dieta radical para tentar alcançar a perfeição.
- Episódio 9: "Palavras". Dirigido por Peter Levin. Escrito por Christopher Beaumont. Transmitido originalmente em 25 de novembro de 1982. Coco está sendo pressionada por seu namorado para ter relações sexuais. Como ele está se preparando para entrar na marinha, Coco tenta fazer com que ele volte a estudar. A senhorita Sherwood descobre palavras riscadas no caderno de sua aluna Jenny, e fica sabendo que o padrasto desta a censura.
- Episódio 10: "Fim da infância". Dirigido por Marc Daniels. Escrito por Parke Perine. Transmitido originalmente em 2 de dezembro de 1982. Depois da recente morte de sua avó, Coco questiona sua ambição de ser artista. O violoncelo de Julie desaparece, e a classe decide procurá-lo.
- Episódio 11: "Chegada em casa". Dirigido por Peter Levin. Escrito por Ken Berg. Transmitido originalmente em 9 de dezembro de 1982. Quando Doris, inesperadamente, encontra seu desaparecido irmão na escola, ela tenta reunir novamente a família. Quando a senhorita Berg, por engano, convida a antiga professora de balé de Lydia para assistir a uma apresentação na escola, Lydia incorpora passos de balé à apresentação de jazz, para impressionar sua antiga professora.
- Episódio 12: "Um ato duro de seguir". Dirigido por Jack Bender. Escrito por Virginia Aldridge. Transmitido originalmente em 16 de dezembro de 1982. Danny sofre com a morte repentina de seu professor favorito, o senhor Crandall. O pai de David tenta recuperar a relação com seu filho depois que este deixa claro que não quer mais falar com ele. Observação: Michael Thoma, que interpretou o senhor Crandall em vários episódios da primeira temporada, morreu na vida real algumas semanas antes do início da segunda temporada.
- Episódio 13: "Relações. Dirigido por Robert Scheerer. Escrito por Scott Brody. Transmitido originalmente em 6 de janeiro de 1983. Bruno, Leroy e Doris planejam frequentar um clube de dança country para melhorar a apresentação de "Romeu e Julieta" da escola. Doris e Bruno começam a se relacionar com frequentadores do bar. A senhorita Sherwood começa a se relacionar com um homem através de um serviço de relacionamentos.
- Episódio 14: "Qualidade de estrela". Dirigido por Robert Scheerer. Escrito por Scott Brody. Transmitido originalmente em 13 de janeiro de 1983. Leroy corre o risco de ser expulso da escola ao não apresentar seu relatório. Leroy descobre que um garoto o anda seguindo pela escola. Com a ajuda do garoto e do pai deste, um talentoso ex-sapateador, Leroy tem a ideia de basear seu relatório na vida do ex-sapateador. Um ator de comerciais de tevê dá uma palestra para os alunos.
- Episódio 15: "Brilho do sol novamente". Dirigido por Harry Harris. Escrito por Kelly Woods Adams e Reneé Orin Hague. Transmitido originalmente em 20 de janeiro de 1983. O pai de Bruno se preocupa com a ideia de envelhecer. Doris se preocupa com a vinda de sua avó para morar com sua família. Observação: Nia Peeples aparece como atriz convidada, e retornará na quarta temporada no papel de Nicole Chapman.
- Episódio 16: "O amor é a questão". Dirigido por Robert Scheerer. Escrito por Leah Markus. Transmitido originalmente em 27 de janeiro de 1983. Troy Phillips, que é apaixonado por Julie, diz a todos na escola que eles dormiram juntos após uma noite de estudos na casa de Troy. Depois que um antigo colega de faculdade do senhor Reardon, um repórter, fica com ele durante algum tempo, uma fotografia do senhor Reardon vestindo uma sunga com sua equipe de polo aquático aparece numa revista de fofocas.
- Episódio 17: "Sangue, suor e circuitos..." Dirigido por Richard Kinon. Escrito por Lee Curreri. Transmitido originalmente em 12 de fevereiro de 1983. A senhorita Sherwood desafia Bruno a criar arte somente com o auxílio do computador. Bruno aceita o desafio, até que descobre que o computador foi trazido para substituir a senhora Berg. Leroy sugere esconder o computador. Quando o computador desaparece, Leroy é acusado.
- Episódio 18: "Dia da amizade". Dirigido por Robert Scheerer. Escrito por Judy Farrell e Donny R. Lee. Transmitido originalmente em 17 de fevereiro de 1983. A preparação para a comemoração do dia da amizade deixa todos na escola tensos. A liderança de Doris nos preparativos faz os estudantes se voltarem contra ela. A mãe de Julie e o pai de Bruno acham que Julie e Bruno planejam ter relações sexuais.
- Episódio 19: "Não mais em Kansas". Dirigido por Robert Scheerer. Escrito por Paul Rubell e William Blinn. Transmitido originalmente em 24 de fevereiro de 1983. A senhorita Sherwood retira Doris da revista da escola quando seu ensaio de meio de período não é apresentado. Doris insiste que o entregou. Irritada, Doris escorrega, bate a cabeça num degrau e sonha que está na terra de Oz, que a senhorita Sherwood é a Bruxa Má, a senhorita Grant é a Bruxa Boa, Leroy é o Espantalho, Danny é o Leão, Bruno é o Homem de Lata, e o senhor Shorofsky é o Mágico de Oz.
- Episódio 20: "Os garotos de Fama em concerto". Dirigido por Terry Sanders. Escrito por Draper Lewis. Transmitido originalmente em 3 de março de 1983. Contém trechos da apresentação do elenco do seriado no Reino Unido. Observação: este episódio não está no DVD da segunda temporada.
- Episódio 21: "... Ajuda dos meus amigos". Dirigido por Georg Stanford Brown. Escrito por Parke Perine. Transmitido originalmente em 10 de março de 1983. Depois que um corredor de armários é vandalizado, Dwight encontra uma nota de suicídio. Doris convence seus amigos a procurar o autor da nota.
- Episódio 22: "Terminando numa nota alta". Dirigido por Jack Bender. Escrito por Christopher Beaumont. Transmitido originalmente em 31 de março de 1983. Lydia constrange Leroy e Danny a ajudar seu amigo Irmão Timothy a participar de um espetáculo de ex-alunos. No entanto, a ajuda que Timothy quer é, na verdade, um técnico para a equipe de basquete da sua igreja. Quando a data para o teste de roupas do espetáculo coincide com a data do jogo, os dois ficam divididos.
- Episódio 23: "Semana das Nações Unidas". Dirigido por Mel Swope. Escrito por Parke Perine. Transmitido originalmente em 7 de abril de 1983. A escola sedia a Semana das Nações Unidas, junto com a escola Emerson. Porém os alunos desta escola esnobam os alunos da Escola de Artes. Lydia ajuda o senhor Reardon numa audição, porém se espalha o rumor de que os dois estariam tendo um caso.

### Terceira temporada (1983-1984)
- Episódio 1: "Vou aprender como voar: parte 1". Dirigido por William F. Claxton. Escrito por William Blinn. Transmitido originalmente em 15 de outubro de 1983. Começa o novo ano escolar. Inesperadamente, o pai de Bruno morre, e este é forçado a deixar a escola porque não tem condições financeiras de continuar estudando. Dois novos estudantes (Christopher Donlan, um grande dançarino, e Holly Laird, um grande ator) encontram dificuldades em ser aceitos por seus grandes rivais: Leroy e Doris. Quentin Morloch, o novo vice-diretor, assume com a intenção de administrar com punho de ferro. Coco, Danny e Doris descobrem que Julie está casada e morando no Texas, embora sua mãe continue morando em Nova Iorque.
- Episódio 2: "Vou aprender como voar: parte 2". Dirigido por William F. Claxton. Escrito por William Blinn. Transmitido originalmente em 22 de outubro de 1983. Depois que Bruno deixa a escola, o senhor Shorofsky arranja um emprego de garçom para ele no Caruso's, uma cafeteria onde Bruno pode tocar livremente. Leroy e Christopher decidem confrontar suas habilidades numa briga. Os amigos de Bruno estão prontos para felicitar Bruno em seu novo emprego, mas Doris não quer se juntar à comemoração. Quando a senhorita Grant decide rebaixar Christopher para uma classe inferior, Leroy treina com ele para ajudá-lo a manter seu lugar.
- Episódio 3: "Salve o chefe". Dirigido por Robert C. Thompson. Escrito por Ralph Farquhar e Kevin Rodney Sullivan. Transmitido originalmente em 29 de outubro de 1983. Quando Quentin Murloch e o resto da escola descobrem que o presidente dos Estados Unidos planeja assistir a uma apresentação da escola, esta é repensada, incluindo um monólogo de Danny. Leroy se recusa a se apresentar. A senhorita Sherwood é considerada um risco.
- Episódio 4: "Os garotos de Fama em Israel". Dirigido por Yossi Zemach. Transmitido originalmente em 5 de novembro de 1983. O episódio mostra uma apresentação do elenco da terceira temporada num ginásio em Tel Aviv. O episódio inclui visitas do elenco a locais históricos da cidade, durante a comemoração dos 35 anos do país.
- Episódio 5: "Nocaute". Dirigido por William F. Claxton. Escrito por William Blinn. Transmitido originalmente em 12 de novembro de 1983. Quando Christopher é desafiado por Keach Howard, que já havia sido vencido por Christopher, Christopher se recusa a lutar, pois quer focar na sua dança. Quando Keach encontra Dwight e descobre que ele é amigo de Donlan, bate nele. Chris tenta vingar seu amigo. Leroy se torna um mentor de Billy Hall, um colega da classe da senhorita Grant com o qual Leroy se identifica.
- Episódio 6: "Regras". Dirigido por Marc Daniels. Escrito por Virginia Aldridge. Transmitido originalmente em 19 de novembro de 1983. Bruno, sem querer, se apaixona por Lisa Connors, uma ajudante do senhor Shorofsky. Os dois estão satisfeitos com o relacionamento, porém pessoas na escola não o aprovam. O senhor Morloch demonstra interesse pela senhorita Sherwood.
- Episódio 7: "Consequências". Dirigido por Michael A. Hoey. Escrito por Billy Field. Transmitido originalmente em 26 de novembro de 1983. Quando o senhor Morloch anuncia que todos os estudantes que participam de alguma produção da escola devem ter, no mínimo, uma nota C, os estudantes se preocupam com suas notas. Contra a decisão do senhor Morloch, a senhorita Sherwood determina que os estudantes assumam a responsabilidade de professor, com Leroy efetuando os testes e Danny atribuindo as notas. Danny tem de tomar uma decisão difícil, quando ele suspeita que um colega trapaceou.
- Episódio 8: "Breakdance". Dirigido por Michael Peters. Escrito por Michael McGreevey. Transmitido originalmente em 10 de dezembro de 1983. Quando Tino, o líder do grupo Os Executores, pede, a Danny, um coreógrafo, Danny recomenda dois coreógrafos, Christopher e Michael, para grupos rivais de breakdance. Um membro desses grupos, Cobra, se interessa por Doris. Coco, inspirada pela vida de Bruno fora da escola, tem a chance de decidir se fica na escola ou não, ao ser convidada para excursionar num grupo. Observação: esse é o último episódio onde Coco aparece regularmente.
- Episódio 9: "Segredos". Dirigido por Victor French. Escrito por Parke Perine. Transmitido originalmente em 7 de janeiro de 1984. Quando Dwight aparece na escola muito machucado, Danny e seus colegas desconfiam que Dwight foi vítima de assédio. Danny se oferece para ser o guarda-costas de Dwight, contra a vontade deste. Um guarda, Larry Marshall, passa a frequentar as aulas de dança de Lydia visando a combater o tráfico de drogas na escola.
- Episódio 10: "Iguais". Dirigido por Michael Peters. Escrito por Paul Boorstin, Sharon Boorstin e Lee H. Grant. Transmitido originalmente em 14 de janeiro de 1984. Holly se interessa por Billy Christiansen, um novo pianista no Caruso's. Ao se preparar para convidá-lo para sair, ela descobre que ele é paraplégico e anda numa cadeira de rodas. O senhor Morloch tenta convencer a senhorita Grant a dar aulas de canto e dança para seu amigo, o ex-jogador de beisebol Rogers "Canhoto" (interpretado pelo famoso cantor de rythm and blues Peabo Bryson), que tenta agora uma carreira gravando jingles para comerciais de tevê.
- Episódio 11: "Fama olha para a música: 83". Dirigido por Walter C. Miller. Escrito por Ken Ehrlich. Transmitido originalmente em 28 de janeiro de 1984. O episódio mostra a primeira apresentação do elenco nos Estados Unidos. A apresentação ocorreu em 27 de dezembro de 1983, no auditório cívico de Santa Mônica, na Califórnia. Diversas músicas de 1983 são apresentadas. A apresentação contou com a participação de Irene Cara.
- Episódio 12: "Aparências". Dirigido por William F. Claxton. Escrito por Ali Marie Matheson e Kerry Ehrin. Transmitido originalmente em 4 de fevereiro de 1984. Enquanto trabalham juntos numa cena, Holly e Christopher são incentivados pelos seus colegas a saírem juntos. Danny se interessa por Marya, que quer estudar na Escola de Artes. Quando Danny percebe que a habilidade de dança de Marya é insuficiente para ela entrar na escola, Danny tenta convencer a senhorita Grant a arranjar um jeito de ela entrar na escola.
- Episódio 13: "Garrafa de blues". Dirigido por Robert Scheerer. Escrito por Adam Rodman. Transmitido originalmente em 11 de fevereiro de 1984. Quando o ex-namorado de Doris, Sandy Gordon, que havia sido expulso por seu consumo abusivo de álcool, é readmitido na escola, ela fica contente, mas logo descobre que Sandy ainda não venceu sua luta contra o álcool. Doris tenta convencer seus amigos a ajudar Sandy.
- Episódio 14: "A canção de Lisa". Dirigido por Debbie Allen. Escrito por Karen Davis. Transmitido originalmente em 18 de fevereiro de 1984. Quando Doris tenta convencer seus colegas a produzir a peça mal-assombrada "A rainha cigana", ela e a senhorita Grant acham que viram um fantasma. Tentando saber mais sobre o assunto, elas descobrem que a senhora Berg é uma médium.
- Episódio 15: "Uma maneira de vencer". Dirigido por Robert Scheerer. Escrito por Douglas Brooks West e Carole Coates. Transmitido originalmente em 26 de fevereiro de 1984. Quando o senhor Morloch descobre o sucesso anterior de Leroy, ele tenta convencê-lo a procurar uma bolsa, para desânimo de Lydia. Ao fazer pesquisa de campo para um papel de mulher velha, Doris atrai a atenção de um homem velho.
- Episódio 16: "Palcos". Dirigido por Richard Kinon. Escrito por Billy Field. Transmitido originalmente em 4 de março de 1984. Quando a mãe de Holly, Suzie (interpretada por Donna McKechnie), passa a morar com ela, ela descobre que sua mãe a atrapalha. Quando Danny tenta hipnotizar Leroy e Christopher, o senhor Morloch acaba caindo num feitiço pós-hipnótico, e a senhorita Sherwood tenta se divertir com isso.
- Episódio 17: "Vontade pura". Dirigido por Robert Scheerer. Escrito por Christopher Beaumont. Transmitido originalmente em 18 de março de 1984. Quando os alunos descobrem que Danny tem leucemia, Doris tenta convencê-lo a se tratar. Lydia ensina, aos alunos, como um não dançarino pode se sair bem em uma apresentação de dança.
- Episódio 18: "Agarre uma estrela cadente". Dirigido por Richard Kinon. Escrito por Morgan Stevens. Transmitido originalmente em 25 de março de 1984. Eddie Macon (interpretado por George Kirby), um ex-dançarino amigo do tio de Leroy, é descoberto pela senhorita Sherwood escondido no closet da sala de aula. Ele está sem casa e é alcoólatra. Leroy e o senhor Reardon tentam ajudá-lo e arrumar um lugar para ele numa produção da escola. Holly ajuda Doris a se maquiar para impressionar um rapaz pelo qual ela está interessada.
- Episódio 19: "Um amigo precisando de ajuda". Dirigido por David W. Hahn. Escrito por Parke Perine. Transmitido originalmente em 1 de abril de 1984. Jim Hamilton (interpretado por Tom Sullivan), um professor substituto cego, retorna à Escola de Artes. Agora ele é o diretor de uma produção da escola. Ele manifesta interesse por Lydia. Depois que ela o rejeita, Jim abandona a produção do espetáculo. Morloch assume a direção do espetáculo, e Lydia e os alunos tentam descobrir a real motivação do abandono de Jim.
- Episódio 20: "O acordo". Dirigido por Robert Thompson. Escrito por Ray Simmons e Paul Rodriguez. Transmitido originalmente em 29 de abril de 1984. Quando o senhorio do Caruso's, Sal Di Angelo, ameaça transformar a cafeteria em um estacionamento, Bruno propõe manter a cafeteria aberta se ele conseguir uma vaga para uma amiga de Sal, a cantora de ópera Alisha Morgan (interpretada por Phoebe Yadon-Lewis), na Escola de Artes. O marido da senhora Berg desconfia da relação entre esta e o senhor Shorofsky.
- Episódio 21: "De volta para casa". Dirigido por Robert Scheerer. Escrito por Melissa Manchester, Kevin DeRemer e Christopher Beaumont. Transmitido originalmente em 6 de maio de 1984. A senhorita Daniels (interpretada por Melissa Manchester), uma ex-cantora que deixou de cantar por medo do palco, preenche a vaga de professora de inglês substituta da senhorita Sherwood. Ela tenta manter segredo sobre seu passado, mas Dwight a reconhece e fala para o senhor Shorofsky ajudá-la a superar seu medo. Observação: Melissa interpreta duas canções próprias: "Noites da cidade" e "Dias melhores".
- Episódio 22: "Sinais". Dirigido por William F. Claxton. Escrito por Valerie Landsburg e Michael A. Hoey. Transmitido originalmente em 13 de maio de 1984. Ao se exibir para uma garota na classe, Christopher cai e bate a cabeça, causando perda auditiva. Ele é forçado a se transferir para uma escola de surdos. Ele recusa ajuda de seus antigos amigos, mas Theresa, uma colega nova, o convence a aceitar ajuda de um amigo. Lydia e Shorofsky tentam juntar cantores e dançarinos na mesma produção.
- Episódio 23: "Herança". Dirigido por Michael A. Hoey. Escrito por Ken Ehrlich e Jay Grossman. Transmitido originalmente em 20 de maio de 1984. Lydia é contratada para ensinar dança a uma equipe de basquete. Ela se envolve com o astro do time, S. T. Grey, e este se recusa a comparecer às aulas. Lydia tem de decidir se o denuncia ou não. O senhor Shorofsky se desaponta quando Doris rejeita sua herança judaica, ao se recusar a se apresentar numa apresentação beneficente em prol dos sobreviventes do holocausto. Observação: Norm Nixon, jogador do San Diego Clippers, é marido de Debbie Allen na vida real, e interpreta S. T. Grey.
- Episódio 24: "A frente da casa". Dirigido por William F. Claxton. Escrito por Matt Geller. Transmitido originalmente em 27 de maio de 1984. Os problemas de Christopher no lar estão afetando seu desempenho escolar. Com seu pai desempregado, Christopher tem de desempenhar a função de pai para seus irmãos. Os alunos de Morloch têm dificuldades escolares, e Morloch decide dar uma aula no sábado.

### Quarta temporada (1984-1985)
- Episódio 1: "Veranico". Dirigido por William F. Claxton. Escrito por Patricia Jones, Donald Reiker e Ira Steven Behr. Transmitido originalmente em 29 de setembro de 1984. É a primeira semana escolar depois do fim das férias de verão, e o amor se torna a prioridade na escola. Depois que Danny e Doris compartilham suas frustações no amor, ambos decidem experimentar se tornar um casal. Leroy se preocupa quando descobre que sua namorada pode estar grávida. Holly tem uma paixão pelo senhor Reardon, e a senhorita Sherwood começa a se encontrar com um homem casado. Observação: Janet Jackson, Nia Peeples e Jesse Borrego interpretam Cleo Hewitt, Nicole Chapman e Jesse Velasquez.
- Episódio 2: "Tcheco-mate". Dirigido por William F. Claxton. Escrito por Sandy Fries, Patricia Jones, Donald Reiker e Ira Steven Behr. Transmitido originalmente em 6 de outubro de 1984. A campanha presidencial na escola faz Danny e Doris se chocarem. Envolvidos na campanha, Jesse e Nicole descobrem que têm muito em comum. Chris se interessa por Sasha, uma aluna que é filha de um diplomata tcheco. Leroy descobre que Cleo se interessa por ele.
- Episódio 3: "Combustão espontânea". Dirigido por Michael Hoey. Escrito por Patricia Jones, Donald Reiker e Ira Steven Behr. Transmitido originalmente em 13 de outubro de 1984. Ao dançar no corredor, os alunos machucam a senhorita Sherwood, que tem de ir ao hospital. Em virtude disso, o comitê de educação decide proibir a dança em locais não especificamente destinados à dança. O senhor Morloch quer aplicar a medida, mas os estudantes decidem boicotá-la.
- Episódio 4: "Eu nunca dancei para meu pai". Dirigido por Kevin Hooks. Escrito por Joanne Pagliaro. Transmitido originalmente em 20 de outubro de 1984. Depois de alguma relutância em aceitar seu pai de volta à sua vida, Leroy descobre que seu pai realmente se interessa por ele. Danny tenta convencer seu pai de que seu desejo por se tornar um comediante não é fútil.
- Episódio 5: "O coração do roquenrou". Dirigido por Walter C. Miller. Escrito por Ken Ehrlich. Transmitido originalmente em 27 de outubro de 1984. O episódio mostra o segundo concerto do elenco nos Estados Unidos. O tema da apresentação é uma homenagem ao roquenrou das décadas de 1950 e 1960. O concerto aconteceu no anfiteatro da praia de Jones, em Long Island, em Nova Iorque.
- Episódio 6: "Nevasca". Dirigido por William F. Claxton. Escrito por Paul Boorstin e Sharon Boorstin. Transmitido originalmente em 3 de novembro de 1984. Uma nevasca prende os alunos na escola. Doris briga com sua mãe por independência. A relação entre Jesse e Nicole enfrenta um desafio quando os dois ficam presos na classe. Leroy enfrenta a nevasca para realizar uma audição. O senhor Morloch procura um ladrão na escola, mas ele descobre que o ladrão é, na verdade, uma professora grávida. Observação: o episório foi dedicado à memória de Armando Huerta.
- Episódio 7: "O monstro que devorou Las Vegas". Dirigido por Allan Arkush. Escrito por Ira Steven Behr. Transmitido originalmente em 10 de novembro de 1984. O desastre reina na escola. Ao tentar ganhar a atenção de um estudante, o senhor Morloch apavora os alunos com um feitiço. Ao ocorrerem vários incidentes no espetáculo, o senhor Morloch é responsabilizado.
- Episódio 8: "O retorno do doutor Escorpião". Dirigido por William F. Claxton. Escrito por Judy Merl e Paul Eric Myers. Transmitido originalmente em 17 de novembro de 1984. Trevor Kane, um ex-aluno, participa de um espetáculo dirigido por Doris. Ao questionar suas próprias habilidades como ator, Trevor é encorajado por seus colegas.
- Episódio 9: "A balada de Ray Claxton". Dirigido por Allan Arkush. Escrito por Paul L. Ehrmann. Transmitido originalmente em 24 de novembro de 1984. Depois que um noticiário matutino mostra uma entrevista com Nicole, esta recebe a carta de um jovem chamado Ray Claxton, que está num reformatório. Jesse se incomoda com as visitas que Nicole faz a Ray a pretexto de gostar de suas músicas.
- Episódio 10: "Nada pessoal". Dirigido por Debbie Allen. Escrito por James Berg e Stan Zimmerman. Transmitido originalmente em 1 de dezembro de 1984. Depois que a atração principal do espetáculo dos calouros sofre um acidente, Cleo assume o papel apenas seis dias antes da apresentação. Mas, quando a senhorita Sherwood obriga Chris a escrever um relatório sobre a apresentação a ser publicado no jornal da escola, Chris destaca a apresentação sem brilho de Cleo. Cleo fica magoada e abandona a escola. Jesse e Nicole fazem um jogo de gato e rato nos anúncios da seção de relacionamentos pessoais, depois que ambos decidem ser apenas amigos.
- Episódio 11: "A rivalidade". Dirigido por Allan Arkush. Escrito por Billy Field. Transmitido originalmente em 15 de dezembro de 1984. Suzi, a mãe de Holly, é uma dançarina profissional. Ela visita a filha e substitui temporariamente a senhorita Grant como professora, enquanto a senhorita Grant participa de uma audição para uma produção fora da escola. Surge uma rivalidade entre Lydia e Suzi, quando as duas disputam uma vaga numa apresentação da escola.
- Episódio 12: "Sonhos". Dirigido por Ken Ehrlich. Escrito por Norman Chandler Fox. Transmitido originalmente em 5 de janeiro de 1985. Após ser multado por participar de uma apresentação na rua sem licença, descobre-se que Jesse é um estrangeiro ilegal no país. Quando o departamento de imigração declara que quer deportá-lo, Doris se compromete a casar com ele, numa tentativa de permitir que ele fique no país. Quando isso falha, o senhor Shorofsky se oferece para adotá-lo. Entretanto, é Nicole que surgirá com a solução.
- Episódio 13: "Os garotos do amanhã dos anos 1960". Dirigido por Debbie Allen. Escrito por Patricia Jones e Donald Reiker. Transmitido originalmente em 12 de janeiro de 1985. Durante o dia da carreira, o palestrante convidado, sargento Joe Garver, fala sobre a carreira militar. Visando a motivar o interesse pela carreira militar entre os alunos, ele inicia um programa de formação de oficiais da reserva na escola, com o apoio do senhor Morloch. A senhorita Sherwood propõe, aos alunos, o tema "poesia nos anos 1960". Os alunos planejam produzir o espetáculo Hair, e reverter a renda para o programa de desarmamento nuclear. Observação: Joan Baez faz uma apresentação no episódio.
- Episódio 14: "O coração do roquenrou 2". Dirigido por Walter C. Miller. Escrito por Ken Ehrlich. Transmitido originalmente em 26 de janeiro de 1985. Este episódio foi a segunda parte da apresentação do elenco de Fama em Long Island. Inclui: um tributo a Stevie Wonder; Janet Jackson cantando "Eu quero você de volta", de seu irmão; Nia Peeples cantando "Fogo e gelo", de Pat Benatar; e Jesse Borrego cantando "Quando os pombos choram", de Prince.
- Episódio 15: "Leve minha esposa... por favor". Dirigido por William F. Claxton. Escrito por Michael McGreevy. Transmitido originalmente em 2 de fevereiro de 1985. Dois triângulos amorosos acontecem na escola: Cleo começa a se encontrar com Danny, tentando provocar ciúmes em Leroy. Enquanto isso, Christopher tem dificuldades com uma peça de Shakespeare, e o professor Trevor Kane indica sua ex-esposa, Daphne Simone, como sua parceira de atuação. Christopher se interessa por Daphne, e Trevor descobre que ainda gosta de sua ex-esposa.
- Episódio 16: "Semana dos pais". Dirigido por Michael A. Hoey. Escrito por Carol Gary. Transmitido originalmente em 9 de fevereiro de 1985. Em meio à semana dos pais, a confusão ronda os alunos. Danny tem dificuldade ao lidar com a separação de seus pais. Os pais de Nicole a pressionam quando ela entra na Feira de Ciências de Nova Iorque. Morloch encoraja Christopher a sair com Cassidy para "se tornar uma pessoa normal".
- Episódio 17: "Danny de Bergerac". Dirigido por Arthur Allan Seidelman. Escrito por Paul Wolff. Transmitido originalmente em 16 de fevereiro de 1985. Quando Christopher faz uma versão moderna de "Cyrano de Bergerac", ele escala Nicole como Roxanne, Jesee como Christian, e a si próprio como Cyrano. Embora Nicole esteja se encontrando com Jesee, Danny admite que ainda gosta de Nicole. O senhor Morloch reencontra um companheiro de quarto da faculdade, e descobre que ainda gosta da esposa deste.
- Episódio 18: "Trabalho de equipe". Dirigido por Ira Steven Behr. Escrito por Donald Reiker. Transmitido originalmente em 23 de fevereiro de 1985. Quando Christopher e Danny colaboram em uma comédia, Christopher alcança a fama. Christopher abandona Danny e tenta sabotar Leroy, que se convertera em um rival. Quando Nicole vai morar junto com Holly por uma semana, a tensão surge entre o par.
- Episódio 19: "O retorno de Coco". Dirigido por Debbie Allen. Escrito por Carol Mendelsohn. Transmitido originalmente em 2 de março de 1985. Depois de virar uma profissional da Broadway, Coco retorna para obter seu diploma na escola de artes. Nathan Adler (interpretado por Milton Berle), um famoso diretor aposentado, é escolhido para dirigir uma produção da escola, e escala Coco como protagonista.
- Episódio 20: "Desejos". Dirigido por Michael A. Hoey. Escrito por Michael McGreevey. Transmitido originalmente em 30 de março de 1985. O senhor Morloch torna, temporariamente, a senhorita Sherwood vice-diretora, enquanto ele tem de se apresentar numa conferência de administradores escolares. Ela descobre os desafios de ser uma administradora. Numa tentativa de obter dinheiro para pagar o aluguel, Leroy se inscreve num programa de jogos na tevê, e acaba arranjando problemas. Doris começa a se encontrar com um rapaz que ela julga que é perfeito.
- Episódio 21: "Quem tem medo do Grande Lobo Mau?". Dirigido por Lorraine Senna Ferrara. Escrito por Carol Gary. Transmitido originalmente em 6 de abril de 1985. Quando Doris é assaltada no caminho até a casa de sua avó, ela descobre que ficou traumatizada. Ao se apaixonar por Holly, Dwight aprende a superar sua timidez.
- Episódio 22: "Reflexões". Dirigido por Valerie Landsburg McVay. Escrito por Patricia Jones e Donald Reiker. Transmitido originalmente em 4 de maio de 1985. É final de ano, e a formatura está próxima. Doris decidiu por um tema havaiano para a festa, contrariando a opinião dos demais. Com o recente divórcio de seus pais, Holly se torna anoréxica. A senhorita Grant, que já foi anoréxica, reconhece os sintomas de Holly e oferece ajuda, que é recusada.
- Episódio 23: "Quem sou eu, realmente?". Dirigido por Ray Danton. Escrito por Michael McGreevey. Transmitido originalmente em 11 de maio de 1985. A escola de artes recepciona Diane, uma fotógrafa visitante que planeja realizar um trabalho sobre os alunos. Nicole sempre soube que era adotada e, ao sentir uma conexão especial com Diane, descobre que ela é sua mãe biológica. Nicole e Diane começam a sair juntas, para desgosto dos pais de Nicole e Jesse. Ao apresentar o relatório anual sobre a escola, o senhor Morloch perde a voz e escala um contrariado Chris para substituí-lo em seu discurso.
- Episódio 24: "O velho jogo de bola". Dirigido por Donald Reiker. Escrito por Ira Steven Behr. Transmitido originalmente em 18 de maio de 1985. Quando Danny é desafiado por um antigo rival - e sua escola, a Zachary Taylor - para um jogo de softbol, Danny aceita o desafio em nome da Escola de Artes. Porém, quando as mulheres vencem os homens num treino do time da Escola de Artes, os homens decidem deixar que as mulheres ocupem todas as vagas no time de Danny.
- Episódio 25: "As aulas terminaram". Dirigido por Ken Ehrlich. Escrito por Ken Ehrlich, Patricia Jones e Donald Reiker. Transmitido originalmente em 25 de maio de 1985. Com o verão se aproximando, os alunos já começam a sentir saudade das aulas que estão terminando. Especialmente Cleo, que abandonará a escola pois sua família se mudará para a Califórnia. Cleo, Jesse e Nicole relembram seu passado na escola. Observação: o episódio é a última participação oficial de Janet Jackson como Cleo e de Valerie Landsburg como Doris.

### Quinta temporada (1985-1986)
- Episódio 1: "Um lugar ao qual pertencer". Dirigido por Ray Danton. Escrito por Paul Boorstin e Sharon Boorstin. Transmitido originalmente em 12 de outubro de 1985. Conforme a Escola de Artes inicia um novo ano letivo, as coisas se complicam novamente. Dusty Tyler (interpretado por Loretta Chandler), uma nova aluna, se sente deslocada. De modo similar, o veterano e recém-graduado Leroy - que passou a ser assistente da senhorita Grant - também se sente deslocado, ao não ser mais um estudante porém também não ser um professor. Ele se sente ainda pior quando tem de escolher um aluno para ser o protagonista da peça da escola. Depois de zombar de Dusty na sua leitura da fala de Romeu em "Romeu e Julieta", Danny e Christopher são punidos pela senhora Persky e recebem os papéis de duas irmãs na peça.
- Episódio 2: "Leroy e o garoto". Dirigido por Allan Arkush. Escrito por Abe Polsky. Transmitido originalmente em 19 de outubro de 1985. Com uma visita inesperada de sua agressiva e esperta sobrinha de oito anos Tina, Leroy aceita, relutantemente, que ela fique em sua casa, depois que o irmão de Leroy e pai de Tina, Lamar, desaparece. A senhorita Grant, o senhor Shorofsky e o ajudante Stanley Beckerman tentam montar um espetáculo. Tina é suspensa da sua escola, e Leroy tem de levá-la consigo até a Escola de Artes. Jim Parker, o assitente de Beckerman, decide que Tina precisa participar do espetáculo. Danny descobre que não pode obter o registro profissional porque já existe um ator chamado Danny Amatullo. Christopher se esforça em entender seu papel de Hamlet.
- Episódio 3: "Bronco Bob cavalga novamente". Dirigido por Allan Arkush. Escrito por Michael McGreevey. Transmitido originalmente em 26 de outubro de 1985. Enquanto está no Parque Central, Danny encontra seu ator favorito de filmes do Velho Oeste, Bronco Bob, e seu parceiro, o cavalo Prince. Os dois estão em má situação financeira, e dependem da venda de fotos dos dois para sobreviver. Danny procura ajudá-los. A situação piora quando um velho rival, Myron Leach, tenta reaver a posse de Prince. Danny organiza uma apresentação da escola para arrecadar fundos para Bronco Bob garantir a posse de Prince.
- Episódio 4: "Vendendo tudo". Dirigido por Ray Danton. Escrito por Joanne Pagliaro. Transmitido originalmente em 2 de novembro de 1985. Com a aproximação de um concurso musical, os alunos tentam compor músicas. Inspirado por seu avô mexicano, Jesse ganha o concurso. Embora excitado inicialmente, Jesse se decepciona quando importantes executivos do meio musical decidem alterar algumas ideias suas. O senhor Shorofsky também se defronta com a questão financeira quando um medíocre aluno de violino e ex-jogador de futebol estadunidense realiza uma audição, sendo que seu pai está disposto a realizar uma importante doação financeira para a escola.
- Episódio 5: "Luz branca". Dirigido por Allan Arkush. Escrito por Ira Steven Behr. Transmitido originalmente em 9 de novembro de 1985. Christopher e Julie se apaixonam um pelo outro. Quando o rendimento escolar de Julie cai, Christopher descobre que Julie é viciada em cocaína. Christopher pede que Julie abandone o vício, mas Julie diz que ela precisa da droga para melhorar seu desempenho escolar. Christopher ajuda Julie a lidar com seu fornecedor de droga. Depois que os pais de Danny se separam, Danny se sente incomodado quando sua mãe começa a se encontrar com Lou Mackie.
- Episódio 6: "Ruas selvagens". Dirigido por Nicholas Sgarro. Escrito por Carol Gray. Transmitido originalmente em 16 de novembro de 1985. Irrompe a violência entre as gangues rivais dos Corvos e dos Caveiras no bairro de Jesse. Jesse é pressionado para se juntar aos Corvos. Nicole tem um pressentimento e aconselha Jesse a não fazer isso, mas é ignorada por Jesse. Quando o líder dos Caveiras mata um amigo de Jesse, Jesse se une aos Corvos para vingar seu amigo. Um dos Corvos é interessado em trompete e se torna amigo do senhor Shorofsky.
- Episódio 7: "Sua majestade Donlon". Dirigido por Michael A. Hoey. Escrito por Ira Steven Behr. Transmitido originalmente em 23 de novembro de 1985. O príncipe Frederic da Vatônia (interpretado por Billy Hufsey, o mesmo ator que interpreta Christopher) chega a Nova Iorque para realizar um discurso na sede da Organização das Nações Unidas. Ele descobre que sua vida está ameaçada, e também descobre que existe um sósia seu na Escola de Artes. Ele e Christopher, então, decidem trocar de papel por 48 horas. Christopher gosta da experiência até que ele é atacado por dois pistoleiros. Observação: Nia Peeples também interpreta dois papéis: Nicole e Maryanne de Gimblestien, a noiva do príncipe.
- Episódio 8: "Broadway Danny Amatullo". Dirigido por Lawrence Dobkin. Escrito por Frank South. Transmitido originalmente em 30 de novembro de 1985. Depois que os alunos descobrem que um importante agente frequenta um determinado restaurante, os alunos tentam chamar sua atenção, capitaneados por um Danny disfarçado de garçom. Depois que os alunos interpretam a canção de Prince "Baby, eu sou uma estrela", o agente declara que Danny seria um ótimo agente.
- Episódio 9: "Ebenezer Morloch". Dirigido por Nicholas Sgarro. Escrito por Robert Caplain. Transmitido originalmente em 13 de dezembro de 1985. Durante o feriado do natal, o senhor Morloch estabelece normas rígidas na escola, e todos passam a considerá-lo um sovina. Na véspera do natal, enquanto examina o orçamento da escola, o senhor Morloch adormece e sonha com o Espírito do Natal do Passado, o Espírito do Natal do Presente e o Espírito do Natal do Futuro, que lhe mostram a importância do espírito natalino. Quando acorda, o senhor Morloch muda sua atitude. Observação: é o último episódio em que Ken Swofford interpreta o senhor Morloch.
- Episódio 10: "Escolhas". Dirigido por Donald Reiker. Escrito por Patricia Jones e Donald Reiker. Transmitido originalmente em 4 de janeiro de 1986. É a época das audições do meio do ano. Chega o novo diretor, Bob Dyrenforth (interpretado por Graham Jarvis), pois o antigo diretor, o senhor Morloch, foi treinar um time semiprofissional em Buffalo. Holly diz que está deixando a escola pois aceitou o papel em uma novela a ser filmada em Hollywood. Nicole está incomodada com a partida de Holly. Quando Holly sugere que Nicole participe de audições, como ela o fez, Nicole faz isso, e acaba conseguindo um pequeno papel em um espetáculo da Broadway. Quando o senhor Dyrenforth recebe um ingresso para esse espetáculo, ele descobre que Nicole está quebrando uma importante regra da escola, e a força a escolher entre o espetáculo ou a escola. Henry Lee tenta usar sua vizinhança com Leroy para permitir sua aprovação em uma audição de dança. Observação: o episódio marca a última participação de Cynthia Gibb como Holly, bem como as estreias de Carrie Hamilton, Page Hannah e Graham Jarvis como Reggie Higgins, Kate Riley e Bob Dyrenforth.
- Episódio 11: "A primeira vez". Dirigido por Robert C. Thompson. Escrito por Carol Mendelsohn. Transmitido originalmente em 11 de janeiro de 1986. Uma série de eventos infelizes convence o senhor Dyrenforth de que ele é azarado. A senhora Berg e a senhorita Sherwood tentam animá-lo. Jesse se desentende com Nicole, pois Nicole não quer fazer sexo com ele. Os dois rompem a relação. O senhor Dyrenforth convence Jesse a ter paciência com Nicole, e os dois se reconciliam. Os dois planejam ter relações sexuais num chalé na montanha, mas uma série de eventos desfavoráveis convence Nicole a esperar. Danny e Reggie descobrem que se sentem atraídos um pelo outro.
- Episódio 12: "Um rio para cruzar". Dirigido por Debbie Allen. Escrito por Frank South. Transmitido originalmente em 1 de fevereiro de 1986. A escola prepara sua encenação de As Aventuras de Huckleberry Finn. Bobby tem o papel de Jim, mas não gosta do conteúdo da peça, e acaba abandonando-a. A escola se divide: uns querem a continuação da peça, outros querem seu cancelamento.
- Episódio 13: "Amigos muito bons". Dirigido por Leo Penn. Escrito por Carol Gary. Transmitido originalmente em 8 de fevereiro de 1986. Tina, a sobrinha de Leroy, chega na escola e avisa que incendiou acidentalmente a casa enquanto preparava ravioles. Leroy procura uma babá para Tina. A senhora Berg se oferece para tomar conta de Tina. Lydia é convidada para jantar com seu antigo namorado, Carl. Tina tenta sabotar a relação de Lydia com Carl e aproximar Lydia e Leroy. O senhor Shorofsky disputa partidas de tênis de mesa com sua namorada, e a senhorita Sherwood tenta publicar seu livro.
- Episódio 14: "Holmes, doce Holmes". Dirigido por Allan Arkush. Escrito por Carol Mendelsohn. Transmitido originalmente em 15 de fevereiro de 1986. Depois de um ensaio da peça "Sherlock Holmes", um cano do vestiário explode. O senhor Dyrenforth tenta repará-lo com a ajuda de Artie Horowitz, que é pai de Miltie Horowitz, mas a direção da escola não está disposta a financiar a obra. O senhor Dyrenforth é forçado a realocar os alunos em outro edifício. Danny descobre que o cano havia sido serrado propositalmente por Ralph, o zelador, que quer construir uma garagem no local do edifício. Danny investiga o quarto de Ralph, e descobre seu cadáver no local, mas é nocauteado por alguém que foge do local. Quando acorda, Danny tenta resolver o mistério.
- Episódio 15: "Exposição dupla". Dirigido por Bill Duke. Escrito por Paul Boorstin e Sharon Boorstin. Transmitido originalmente em 22 de fevereiro de 1986. Estão sendo realizadas audições para a peça "Doutor Jekyll e senhor Hyde". Danny e Jesse competem pelo papel principal. Para obter a aprovação para a peça, os estudantes têm de realizar um exame de biologia. Jesse trapaceia no exame e consegue o papel, comprovando que ele é um caso de dupla personalidade.
- Episódio 16: "A herança". Dirigido por Debbie Allen. Escrito por Hollis Rich. Transmitido originalmente em 1 de março de 1986. O pai de Tina, Lamar, retorna e pede dinheiro emprestado para Leroy. A babá de Tina, a senhora Castillo, morre. Tina é a única beneficiária do testamento da senhora Castillo. Quando Lamar descobre que Tina herdou 22 000 dólares estadunidenses, ele se oferece para utilizar o dinheiro para comprar uma casa para ele e sua filha. Dwight dirige uma peça sobre a classificação decimal de Dewey, e se inspira em seu amor pela ex-aluna Holly.
- Episódio 17: "O comediante". Dirigido por Reza Badiyi. Escrito por Adam Leslie. Transmitido originalmente em 22 de março de 1986. O comediante Sandy Webb está dirigindo uma oficina na Escola de Artes. Ele encoraja Danny e Chris a contarem piadas pessoais. O conselho prova ser acertado, pois Danny e Chris começam a fazer sucesso na pista de boliche. Danny descobre que Sandy roubou sua piada e a usou num programa de tevê. Reggie descobre que, mesmo ao interpretar o sério papel da senhora Macbeth, ela continua sendo engraçada.
- Episódio 18: "Medo do palco". Dirigido por Debbie Allen. Escrito por Michael McGreevey. Transmitido originalmente em 29 de março de 1986. Depois de entrar prematuramente numa peça sobre os anos 1950, Chris passa a ter medo do palco. Ele só revela esse medo a seu amigo imaginário, Elvis (interpretado por Robert Firth). Danny tenta ajudar Chris. Jesse tenta bater o recorde de tempo sapateando, mas ele enfrenta a concorrência dos primos de Dwight. Kate quer ser transferida da aula da senhorita Grant para a aula da senhorita Turner, pois não aguenta o estilo severo da primeira.
- Episódio 19: "Autodefesa". Dirigido por Allan Arkush. Escrito por Marilyn Anderson e Renee Orin. Transmitido originalmente em 5 de abril de 1986. Quando o senhor Dyrenforth chega na escola, ele descobre uma série de vandalismos. Jesse fica nervoso quando descobre que Nicole tem um admirador secreto que lhe manda flores. Depois de verem cenas da senhorita Grant lutando caratê num filme, Dusty, Kate, Reggie e Nicole lhe pedem que ensine caratê a eles.
- Episódio 20: "W.S.O.A.". Dirigido por Winslow Phelps. Escrito por Patricia Jones e Donald Reiker. Transmitido originalmente em 26 de abril de 1986. Trabalhando como DJ na rádio W.S.O.A., a rádio da escola, Jesse atende a muitas ligações telefônicas dos ouvintes. Uma ouvinte, Roberta, pede, diariamente, uma canção intitulada "Você não me conhece", visando a impedi-la de cometer suicídio. Ann Strong, a psicóloga da escola, aconselha Jesse a continuar falando com ela. Jesse e Roberta combinam se encontrar, sob a condição de Jesse ir sozinho. Roberta não comparece ao encontro. Quando Roberta finalmente liga para Jesse, ela revela que já tomou pílulas. Jesse tem uma última chance para convencê-la a não se suicidar. O senhor Dyrenforth acha que a roupa dos alunos está muito decotada, e pede, a Dwight, que crie um código de roupas para os alunos.
- Episódio 21: "Contatos". Dirigido por Allan Arkush. Escrito por Ira Stephen Behr. Transmitido originalmente em 3 de maio de 1986. Christopher e Kate começam a se encontrar secretamente. Christopher começa a trabalhar como garçom para arranjar contatos. Ao ser confundido com um ator pela agente Laura, Christopher lê um texto para ela. Laura gosta de sua leitura e lhe oferece uma vaga numa audição. Depois de beijar Laura, Chris diz que ele e Kate não estão envolvidos romanticamente. Leroy é contratado para realizar uma coreografia para Jack Goodman, o produtor de uma sociedade por ações.
- Episódio 22: "Atacar moinhos de vento". Dirigido por Donald Reiker. Escrito por Patricia Jones e Donald Reiker. Transmitido originalmente em 10 de maio de 1986. Quando a senhorita Sherwood pega um resfriado, o senhor William Quigley a substitui numa aula sobre dom Quixote. O senhor Quigley, com a ajuda de Jesse, tenta buscar livros-textos que estão num depósito há nove meses. O senhor Quigley inicia campanhas contra o "Grande Inimigo": primeiro, a gelatina vermelha; depois, os exames obrigatórios de quociente de inteligência. O senhor Dyrenforth questiona a sanidade do senhor Quigley perante a direção, e consegue suspendê-lo. O senhor Quigley reage intempestivamente, e é internado num asilo.
- Episódio 23: "Perdendo". Dirigido por Michael Vejar. Escrito por Melinda Bell. Transmitido originalmente em 17 de maio de 1986. Quando Henry Lee retorna, Leroy se convence de que a senhorita Grant o está favorecendo. Ao dançar, Leroy sofre uma lesão séria. Ele sofre uma cirurgia e tem de fazer reabilitação do joelho. Mas, ao retornar às aulas, tem medo de lesionar novamente o joelho. Leroy prefere atacar Henry. Lydia tenta fazer com que Leroy dance novamente. Reggie está apaixonada por Max mas não tem coragem de falar com ele.
- Episódio 24: "O incidente". Dirigido por Win Phelps. Escrito por Michael McGreevey. Transmitido originalmente em 24 de maio de 1986. Jesse está inconsciente num hospital, com uma concussão. A causa da lesão é desconhecida. O que se sabe é que o senhor Torrence estava excitado quanto a uma peça. O senhor Torrence é o principal suspeito, e acaba confessando que atingiu Jesse. O senhor Torrence havia pensado na possibilidade de Nicole interpretar o papel da protagonista Lisa, mas Jesse ficou com ciúmes de Nicole, especialmente após Nicole receber um bracelete de presente do senhor Torrence. Jesse tenta fazer com que Nicole devolva o bracelete, e acaba caindo do palco. O que se sabe é fruto dos relatos dos personagens envolvidos, imitando o filme Rashômon, de Akira Kurosawa.

### Sexta temporada (1986-1987)
- Episódio 1: "De volta a uma coisa nova". Dirigido por Win Phelps. Escrito por Ira Steven Behr. Transmitido originalmente em 6 de outubro de 1986. Como em todo começo de ano, algumas coisas novas surgem: Christopher se graduou e está com um futuro indefinido; a senhorita Sherwood finalmente publicou sua novela e se mudou para o Maine; Kate se transferiu para uma escola em Boston; e Ian Ware, um jovem roqueiro inglês, é o mais novo aluno da escola. O senhor Shorofsky retorna das férias achando que elas não foram longas o suficiente. Christopher consegue um emprego como ator comercial, mas logo é substituído por outro ator. Reggie se veste de várias formas ao longo do dia, numa tentativa de se autodescobrir.
- Episódio 2: "A última dança". Dirigido por Oz Scott. Escrito por Susan Goldberg. Transmitido originalmente em 13 de outubro de 1986. Quando o primo de Christopher, Vince, o encarrega de cuidar do entretenimento na sua festa de casamento, Christopher recruta Jesse e Nicole para dançar como um par na festa. Sentindo que o sentimento entre os dois mudou, Nicole rompe com Jesse. Apesar disso, os dois continuam ensaiando para sua dança na festa. Jesse quer retomar a relação. Os dois voltam, mas a relação não é mais a mesma. Danny começa a se encontrar com Jillian Becket, a filha do oficial de polícia Becket. Jillian se incomoda com a superproteção de seu pai e seus irmãos.
- Episódio 3: "Novos rostos". Dirigido por Win Phelps. Escrito por Harry Longstreet e Renee Longstreet. Transmitido originalmente em 20 de outubro de 1986. Lydia reencontra Paul Seeger, um velho amigo ator que está filmando uma pequena participação num filme que se passa na cidade. Depois de discutirem sobre o fato de Paul ser muito exigente em relação às ofertas de emprego que recebe, Lydia consegue um emprego para Paul como professor na Escola de Artes. Paul se revela extremamente rígido em relação a Jesse e aos demais estudantes. Os alunos não gostam, e Paul faz um teste para um papel. Depois de Paul perder o papel, Lydia o acusa de estar sabotando sua própria carreira. O senhor Dyrenforth encarrega Danny de mostrar a escola para Hannah Cooper, uma criança prodígio de onze anos de idade.
- Episódio 4: "Dia de julgamento". Dirigido por Oz Scott. Escrito por Michael McGreevey. Transmitido originalmente em 27 de outubro de 1986. No dia do primeiro aniversário de Leroy como professor da escola, os alunos e professores realizam uma festa para ele no Lou's. Leroy experimenta seu primeiro conflito com um aluno: Susan acha que Leroy escolheu Debby para um papel no espetáculo da escola porque ela é negra. Pressionado, Leroy substitui Debby por Susan. A senhorita Grant, no entanto, aconselha Leroy a seguir seu pensamento inicial. O senhor Shorofsky tem problemas ao lidar com a fascinação de Ian por roque. Ele, então, convence Lou a tentar despertar o interesse de Ian pela música clássica.
- Episódio 5: "Todos falando, todos cantando, todos dançando". Dirigido por Win Phelps. Escrito por Richard Manning e Hans Beimler. Transmitido originalmente em 3 de novembro de 1986. A fundação Kimble oferece um prêmio de 20 000 dólares estadunidenses numa competição entre espetáculos. O senhor Dyrenforth decide, então, financiar o espetáculo de Danny chamado "Luzes brilhantes". Mas os custos do espetáculo aumentam muito, e o senhor Dyrenforth decide cancelá-lo. O espetáculo é salvo quando Lou Mackie decide financiá-lo. Tudo corre bem, até que Nicole pega uma laringite. Numa tentativa de salvar o espetáculo, Danny substitui Nicole por uma apreensiva Jillian, e inclui a canção romântica composta por Reggie e Ian.
- Episódio 6: "Segure o bebê". Dirigido por Oz Scott. Escrito por Michael McGreevey e Ira Steven Behr. Transmitido originalmente em 10 de novembro de 1986. A irmã de Chris, Eve, deixa, com ele, sua filha de nove meses de idade pois tem de cuidar de seu marido ferido. Mas a namorada de Chris, Shelley, o abandona, ele perde seu teste de papel, e fica trancado fora de casa. A senhora Berg está na festa de cinquenta anos de seu irmão, e o senhor Dyrenforth tem de lidar sozinho com os problemas da escola. Nicole, Dusty, Reggie e Jullian formam uma banda, "Os fofinhos", da qual Miltie se autodeclara empresário.
- Episódio 7: "Um baterista diferente". Dirigido por Michael Switzer. Escrito por Hollis Rich. Transmitido originalmente em 17 de novembro de 1986. Quando se pede a Reggie para interpretar uma cena na aula de teatro, ela decide ler uma crítica de "O Velho e o Mar" com palitos de peixe na mão e vestindo uma capa de chuva. O pai de Dusty, reverendo Tyler, que está organizando um evento beneficente para os sem-teto de Nova Iorque, vem visitar a filha direto de Denver, mas se assusta com a vizinhança violenta da escola. Inspirados pelo evento beneficente, Reggie e Dusty procuram os sem-teto. Jesse apresenta as duas a Silvia, uma pedinte que ajuda num abrigo. Com Nicole, Jullian e Ian, elas fazem uma apresentação, vestidos de sem-teto, em frente ao museu Guggenheim. Mas, como Reggie não tem autorização para a apresentação, é presa. As empresas decidem retirar o apoio para o evento beneficente, que é cancelado. O reverendo Tyler decide levar a filha de volta para Denver.
- Episódio 8: "O mundo do senhor Maluco". Dirigido por Win Phelps. Escrito por Ira Steven Behr e Michael McGreevey. Transmitido originalmente em 24 de novembro de 1986. Danny se sente inseguro com sua profissão, pois não encontra muitas ofertas de trabalho. Quando oferece seu espetáculo numa tevê a cabo, ele entra no estúdio do programa "O mundo do senhor Maluco", e ganha o papel de Macarrão. Danny faz sucesso, mas ele tem receio de assinar um contrato. Jesse pede, a Dusty, que cante uma canção que ele compôs. Dusty pensa, erroneamente, que Jesse está interessado nela. Ela o convida para assistir a uma apresentação da banda U2. No caminho de volta, ela tenta beijá-lo, mas ele recua, e Dusty fica magoada.
- Episódio 9: "Tudo que eu quero para o natal". Dirigido por Alan Myerson. Escrito por Robert Caplain. Transmitido originalmente em 8 de dezembro de 1986. Leroy está estudando para o exame de biologia do meio do período, ao mesmo tempo em que mantém seus compromissos como professor. Tina visita Leroy inesperadamente no natal quando seu pai sai da cidade. Leroy gosta da ideia de passar o natal com Tina mas ela não gosta do natal. Para fazê-la mudar de opinião, Leroy planeja comprar uma casa de bonecas de trezentos dólares estadunidenses que despertou a atenção de Tina. No caminho até a loja, Leroy é roubado. Ao não conseguir um adiantamento da direção da escola, Leroy arranja um emprego no estabelecimento de Lou. Leroy consegue comprar presentes para Tina, mas passa pouco tempo com ela no natal por estar trabalhando, e ela não gosta disso. O senhor Shorofksy é hospitalizado, e decide retirar suas amídalas. Ele é colocado num quarto junto com os garotos Timmy e Matthew, que pensam que ele é Papai Noel, até que um famoso produtor toma conta do quarto. Jesse e Ian realizam uma apresentação de improviso, tentando conseguir a atenção do produtor.
- Episódio 10: "Fama e fortuna". Dirigido por Michael Switzer. Escrito por Robert Caplain. Transmitido originalmente em 29 de dezembro de 1986. Nicole comanda um programa na rádio da escola, onde toca, frequentemente, sucessos de sua ídola dos anos 1960, Frannie Fortune. Frannie visita a escola e se impressiona com o talento de Nicole. Ela a convida, então, para fazer parte da gravação de uma canção. O comportamento de Frannie arruina a sessão de gravação, mas o produtor musical se interessa pela voz de Nicole e dá a canção a ela. O que desagrada Frannie. Depois de revelar que não tem um encontro há meses, o senhor Dyrenforth inspira Jesse, Danny e Leroy a estampar cartazes na rua conclamando as mulheres a se interessarem pelo senhor Dyrenforth. Observação: é o último episódio em que Nia Peeples atua no papel de Nicole.
- Episódio 11: "Entre suavemente na manhã". Dirigido por Win Phelps. Escrito por Renee Schonfeld Longstreet. Transmitido originalmente em 5 de janeiro de 1987. Depois de uma festa regada a muito álcool, a senhorita Grant fica desapontada por Danny e Nicole não comparecerem a um importante ensaio. O desapontamento se transforma em choque quando ela descobre que Nicole e Danny foram atropelados por Mickey Garth, e Nicole morreu. Quando Danny descobre que Mickey será julgado apenas por homicídio involuntário e receberá liberdade condicional, ele decide matar Mickey.
- Episódio 12: "Gatinhos do amor vão para a escola". Dirigido por Luis Soto. Escrito por Susan Goldberg. Transmitido originalmente em 26 de janeiro de 1987. O diretor de cinema Jeff Stave convence a direção da escola a permitir a filmagem de seu novo filme, "Gatinhos do amor vão para a escola", na Escola de Artes. Jillian recebe a função de ajudar o diretor, mas ela o acha arrogante e desagradável. Maxie Sharp, a protagonista de dezesseis anos de idade do filme, se torna amiga de Jesse e decide se tornar aluna da Escola de Artes. Os alunos participam da cena final de dança do filme, com coreografia de Shaun. Jeff convida o senhor Dyrenforth a interpretar o diretor no filme.
- Episódio 13: "O Lâmina Carmesim". Dirigido por Debbie Allen. Escrito por Richard Manning e Hans Beimler. Transmitido originalmente em 2 de fevereiro de 1987. Jesse interpreta o personagem título na produção da escola "O Lâmina Carmesim", enquanto Miltie interpreta o governador perverso. Miltie se interessa por Maxie, mas ela está se encontrando com o monitor Doug. Depois de ver o tratamento especial que Jesse está recebendo por interpretar o herói da peça, Miltie decide se tornar um herói na vida real: salva Maxie quando esta rejeita Doug e Doug insiste; ajuda Ian e Jullian num acordo injusto com Doug; e repete várias falas do herói da peça. O senhor Dyrenforth fica com apendicite, e a direção da escola aponta o senhor Fleming como seu substituto. O senhor Fleming proíbe que os alunos dancem ou cantem nos corredores. Acreditando que as palhaçadas do Lâmina Carmesim estejam estimulando a insubordinação dos alunos, o senhor Fleming cancela a peça.
- Episódio 14: "Prós e contras". Dirigido por Michael Switzer. Escrito por Elizabeth K. Doswell. Transmitido originalmente em 9 de fevereiro de 1987. Ao retornar de uma reunião da escola, Lydia fica desanimada quando a senhora Berg e o senhor Seger pedem que ela se encontre com seu antigo namorado, Billy Waters. Lydia descobre que Billy é, agora, um desonesto corretor de ações. Lou chama o pai de Ian para consertar o forno em seu estabelecimento.
- Episódio 15: "O grande contrato". Dirigido por Harry S. Longstreet. Escrito por Melinda Bell. Transmitido originalmente em 16 de fevereiro de 1987. O irmão de Lou, Duke, aparece inesperadamente no boliche. Lou fica furioso quando descobre que Chris assinou um contrato para gravar um álbum para Duke. Duke convence Chris de que as suspeitas de seu irmão sobre sua honestidade são infundadas. Mas Chris acaba percebendo as más intenções de Duke. O senhor Dyrenforth designa o senhor Seger como supervisor do jornal da escola. O senhor Seger aceita, achando que será uma tarefa fácil, mas logo percebe que, com a discórdia permanente entre Reggie e Maxie, a tarefa será complicada.
- Episódio 16: "Stradivarious". Dirigido por Michael Rhodes. Escrito por Ralph Phillips. Transmitido originalmente em 23 de fevereiro de 1987. O senhor Shorofsky mostra, aos alunos, um violino supostamente mágico, que realiza os desejos das pessoas. Chris, Jesse, Danny e Reggie disputam, então, a posse do violino. Mas o senhor Shorofsky revela que o violino é um violino comum, comprado numa loja de penhores.
- Episódio 17: "Esse foi o final de semana que foi". Dirigido por Michael Switzer. Escrito por Robert Caplain, Barry Jacobs e Stuart Jacobs. Transmitido originalmente em 16 de março de 1987. Christopher, Leroy, Jillian e Miltie frustram Jesse, que, com uma chave emprestada de Shorofsky, consegue fazer com que todos entrem na escola no sábado para terminar um projeto de fim de semana.
- Episódio 18: "A garota de Ian". Dirigido por Win Phelps. Escrito por Peggy Goldman. Transmitido originalmente em 23 de março de 1987. O senhor Shorofsky quer que Ian entre numa competição de violão clássico em Segóvia, mas Ian se recusa. A antiga banda de Ian, The Driven, vem visitá-lo. Isso faz ressurgir a relação de Ian com sua ex-namorada, Joana, e faz Ian se arrepender de tê-los deixado. Depois que o senhor Shorofsky inscreve Ian no concurso contra sua vontade, Ian decide voltar para a Inglaterra com Joana. Depois de saber o quão ele é importante para Reggie, a escola e seus amigos, Ian pode rever sua decisão. Lou recruta Laura, Danny e Chris para organizar sua campanha para a Associação de Operadores Metropolitanos de Boliche, mas depois muda de ideia e abandona a disputa. Ao receber uma proposta de suborno para deixar a eleição, no entanto, Lou torna a entrar na disputa.
- Episódio 19: "Melhores amigos". Dirigido por Jaime Rogers. Escrito por Richard Manning e Hans Beimler. Transmitido originalmente em 30 de março de 1987. O amigo de infância de Danny, Ron, surpreende Danny ao dizer que está trabalhando para Lou e que é homossexual. Danny assegura que eles continuam amigos, porém se sente incomodado. Quando Danny tenta fazer com que Ron se interesse por Maxie, Ron pede que Danny o aceite como ele é. Ron havia deixado sua casa, pois o seu pai não havia gostado de sua revelação. Quando confronta Danny quanto a sua homofobia, Danny acaba ofendendo Ron. Dippy Dave, o dono de uma loja que vende aparelhos de som, recruta a senhorita Grant para montar uma coreografia para um comercial de tevê. Ela pede ajuda a Leroy, mas os dois acabam montando duas coreografias diferentes, e Dippy Dave tem de escolher entre uma das duas coreografias.
- Episódio 20: "A cantora de salão que sabia demais". Dirigido por Michael Rhodes. Escrito por Elizabeth K. Doswell. Transmitido originalmente em 20 de abril de 1987. Chris está determinado a ser um herói. Inspirado por um herói local, ele desenvolve a teoria de que você é o que você espera ser. Jullian está inserindo o perfil de Chris num computador de seu trabalho, na empresa General Overdyne, quando, acidentalmente, manda informações confidenciais da empresa para Chris. O apartamento de Chris é vasculhado, e Chris é capturado diversas vezes por dois homens num caminhão de sorvetes. Chris troca o vídeo confidencial por um vídeo de Dusty, e procura a CIA. Com a aproximação de um concurso de vídeos, Reggie realiza um confronto ficcional entre Steve McQueen e Dorothy Dandridge, interpretados pelo senhor Seger e senhorita Grant. Já Ian decide observar na prática a teoria de Chris, e Dusty decide documentar narizes.
- Episódio 21: "Reggie e Rose". Dirigido por Kevin Rodney Sullivan. Escrito por Susan Goldberg. Transmitido originalmente em 27 de abril de 1987. Reggie é expulsa da classe de inglês novamente, e a turma tenta convencê-la a pedir desculpas à professora. Reggie não quer, mas Rose, que trabalha na cafeteria, a convence a ser imparcial. A direção da escola quer fazer cortes no orçamento, e o senhor Dyrenforth é obrigado a despedir Rose. Reggie convence Rose a realizar uma audição para tentar entrar na escola como aluna. Rose consegue entrar na escola. A seguir, Rose tenta entrar também numa companhia de ações, mas acaba abandonando tanto a companhia de ações quanto a escola. Porém decide seguir a carreira de artista fora da escola.
- Episódio 22: "De repolhos e reis". Dirigido por Debbie Allen. Escrito por Ira Steven Behr. Transmitido originalmente em 4 de maio de 1987. O Centro Cultural Nacional selecionou a escola para contribuir com um item que entrará numa cápsula do tempo que será aberta em cem anos. Reggie e Jullian são encarregados de fazer a triagem dos itens doados, mas cada um deles quer doar somente o item que mais lhe agrada. A senhorita Grant sugere fazer um documentário sobre a escola. O senhor Shorofsky obriga Miltie a compor uma música, mas Miltie entrega uma composição do século XIV como sendo sua.
- Episódio 23: "Alice não trabalha mais aqui". Dirigido por Harry S. Longstreet. Escrito por Renee Longstreet e Harry Longstreet. Transmitido originalmente em 11 de maio de 1987. Os boletins escolares estão sendo enviados aos pais dos alunos, mas Jullian pede que a senhora Berg atrase em alguns dias o envio de sua reprovação a seus pais. Ao receber uma carta de seu antigo namorado, Lewis, que planeja visitá-la, a senhora Berg solicita um afastamento sem data de retorno. Quando Jullian se encontra com a senhora Berg na casa desta, esta a aconselha a não mentir a seus pais, pois a mentira pode voltar para assombrá-la. A senhora Berg diz que havia mentido a seu antigo namorado, dizendo que era a diretora da escola. Os alunos planejam fingir que a senhora Berg é a diretora da escola. Reggie se torna professora assistente na aula de química, e decide permitir que Gordon, um aluno amante de animais, não disseque um sapo. Quando a professora insiste na dissecação, Reggie e Gordon defendem a criação de um programa de computador que realize dissecações virtuais.
- Episódio 24: "Baby, lembre de meu nome". Dirigido por Debbie Allen. Dirigido por Michael McGreevey. Transmitido originalmente em 18 de maio de 1987. A escola vai realizar seu primeiro vídeo de encerramento de ano. O senhor Dyrenforth aconselha os alunos a aproveitarem a semana dos ex-alunos, entrevistando Bruno, Coco, Doris, Montgomery e Holly. O senhor Dyrenforth informa a Leroy que ele precisa passar por uma reavaliação, pois não tem credenciais. Depois de dois anos ensinando na escola, a senhorita Grant aconselha a Leroy tentar uma carreira fora da escola. Leroy dirige a coreografia do vídeo de encerramento do ano. Christopher é convidado para ser assistente do senhor Seger.